# Lembeyan Kulon
Lembeyan Kulon is een bestuurslaag in het regentschap Magetan van de provincie Oost-Java, Indonesië. Lembeyan Kulon telt 3525 inwoners (volkstelling 2010).